# 楊相 (播州)
楊相（？—1544年），第28任播州土司，活躍於明朝中葉。
楊相是前任土司楊斌之子。其父退位後，由楊相繼位。嘉靖元年四月，他向明朝朝廷請求賜予儒學四書集註一部，明世宗准其所請。同年八月，遣長官韓晞等朝貢、賀萬壽聖節。嘉靖二年正月，遣使進貢馬匹。嘉靖二年七月，明世宗賜祭給楊相之母俞氏。楊相請求如文臣之例為其母守制，但禮部認為土官並無守制的先例，因此明世宗不准其請。嘉靖三年八月，遣長官令狐爵（一作令孤爵）貢馬進賀。嘉靖四年八月，遣長官馮俊等慶祝聖節、貢馬。
先前楊愛在位的時候，楊愛的庶兄楊友（一作楊有）冒功授宣撫使，分居凱里，此處各民族混居，最終成為明朝的禍患。明廷將楊友遷居保寧府，後來楊友在正德年間成為亡命之徒。至嘉靖六年十一月，楊友之子楊張請求襲父之爵位。楊張劫奪了白泥司的印信，又與楊相互為仇敵，相互攻擊。四川守臣請求將凱里改屬貴州，以楊張為凱里土知州。明廷經討論後，認為楊張肆然劫印以要君、且其所爭田莊及椎埋殺人等罪，命令四川、貴州二省守臣問罪，若楊張悔過，則還給他印信、授予他官職，否則要將其誅殺。
嘉靖九年八月，楊相遣長官楊守等貢馬、賀萬壽聖節。嘉靖十二年九月，又遣使貢馬。嘉靖十五年九月，遣把事吳廷炬等貢馬賀萬壽節。嘉靖十七年三月，遣把事程致等朝貢。嘉靖十九年九月，遣長官張煥等補貢、賀萬壽聖節。
楊相在位期間，播州土司與世仇水西安氏土司（羅閩）之間的關係一度改善。嘉靖二十三年，可能是通過「講斷」（談判）的方式，播州收回了被水西土司侵占的土地，并在缉麻山设立了营所。
楊相寵愛庶子楊煦，引起正妻張氏和嫡子楊烈的不滿。楊烈發動兵變，將楊相驅逐出播州。楊相逃亡到水西。嘉靖二十三年（1544年），楊相客死於水西。其遺體被水西宣慰使安萬銓派人送回播州。